# Libertatea (okręg Botoszany)
Libertatea – wieś w Rumunii, w okręgu Botoszany, w gminie Călărași. W 2011 roku liczyła 508 mieszkańców.